# Tory Lane
Tory Lane (Fort Lauderdale, Florida; 30 de septiembre de 1982) es el nombre artístico de Lisa Nicole Piasecki, una actriz pornográfica, modelo de glamour y bailarina exótica estadounidense.

## Biografía
Lane nació en Fort Lauderdale, Florida, Estados Unidos. Comenzó recibiendo clases de ballet clásico a los seis años. Después del instituto asistió a la Broward Community College y se graduó en Finanzas. Trabajó como camarera en un club llamado The Elbo Room en Ft. Lauderdale Beach, en una librería adulta y como estríper en un club de strip-tease de Florida. Estaba en el restaurante Hooters cuando contactó con ella LA Direct Models, una agencia de talentos con sede en Los Ángeles es una compañía porno con actrices importantes, para ser la estrella de una película pornográfica y participar en sesiones fotográficas. Su madre es su principal apoyo en su carrera pornográfica.

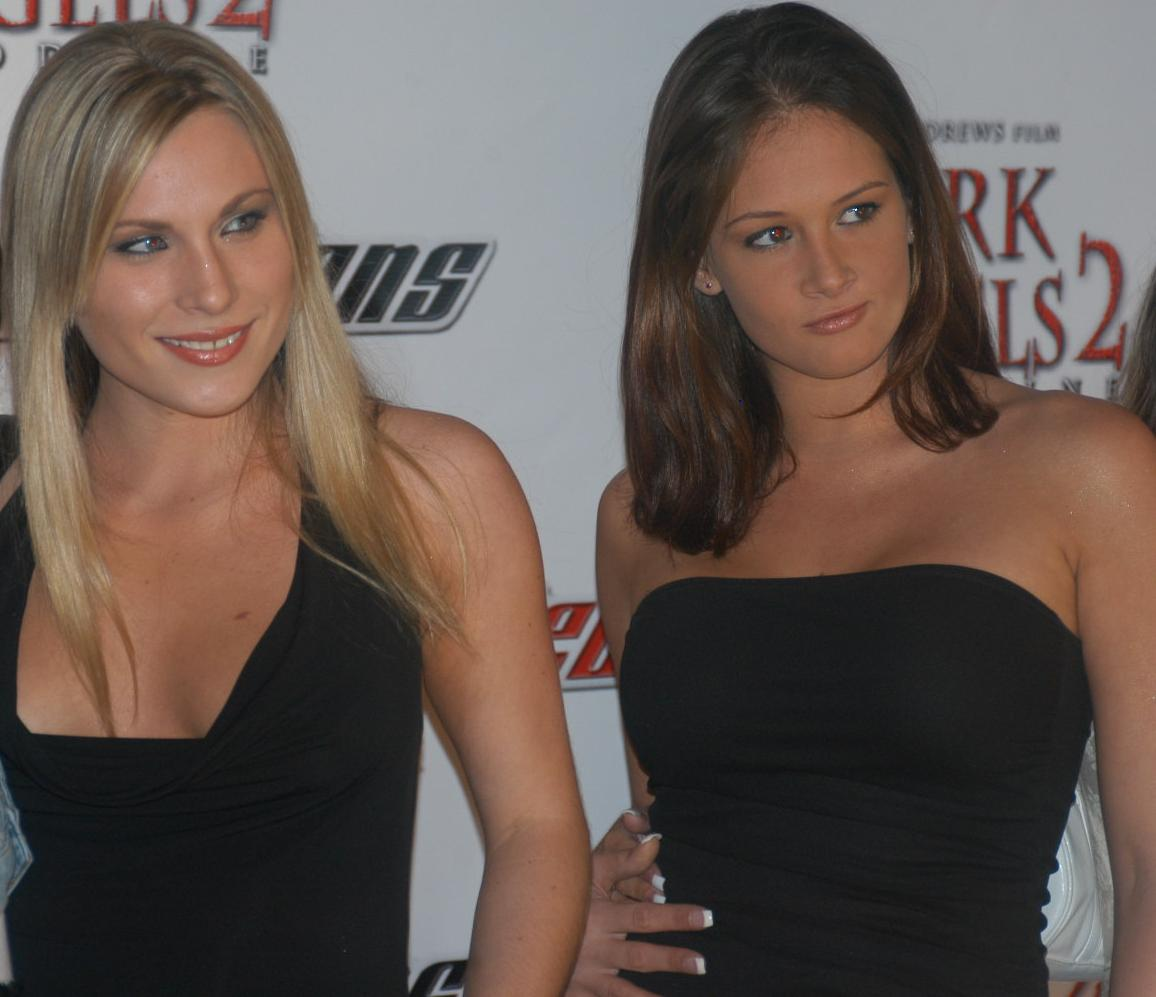
Lane (derecha) con su compañera Harmony Rose.

Después de firmar con LA Direct Models, la primera escena de Lane en una película porno fue con Ben English y Marco en el film The Young & The Raunchy de Suze Randall a los 21 años de edad. Desde entonces ha aparecido en más de 200 películas, generalmente apareciendo también en subgéneros como hardcore, gonzo y anal. Se ha ganado una buena fama por sus entusiásticas actuaciones y por realizar sexo oral deepthroat. Durante el sexo ella usa un lenguaje sucio y vulgar para añadir un mayor efecto.
Después de esperar la fecha durante aproximadamente cuatro meses, Lane se casó con el fotógrafo y actor porno Rick Shameless, en Las Vegas, Nevada en 2005. Después de contraer matrimonio decidió actuar sólo en escenas lésbicas, para mantener su fidelidad con su marido. Debido a ello fue despedida por su agente, lo que la obligó a trabajar independientemente. En noviembre de 2005, la pareja se divorció, con lo que volvió a aparecer en escenas heterosexuales al objeto de disfrutar sin límites del sexo.
Lane siguió con su carrera de estríper, haciendo tours en clubs de strip-tease y discotecas a través del Suroeste de Estados Unidos como una bailarina destacada. También tiene su propia web, donde se pueden ver escenas exclusivas y sesiones de fotos.
En 2006, Lane llegó a la ronda final en el reality show del canal Playboy TV Jenna's American Sex Star, con Roxy Jezel, Jenna Presley y Daisy Marie. No consiguió ganar el contrato con Club Jenna, que fue a parar a Jezel en la última ronda, aunque la votación estuvo muy igualada.
En mayo de 2007 firmó un contrato de dos años con Sin City tanto para actuar como para dirigir. Sin embargo solo cumplió la mitad del mismo anunciando su salida de la productora en mayo de 2008.

## Premios y nominaciones
- 2006 Premio XRCO nominada como Actriz del Año[12]
- 2007 Premio AVN nominada como Actriz Principiante del Año[13]
- 2007 Premio de los Fans del Entretenimiento Adulto (F.A.M.E.) nominada como la Mejor Estrella Oral[14]
- 2007 F.A.M.E. Nominada como la Mejor Estrella Anal[14]
- 2008 Premio AVN Mejor escena POV por Double visión 2 junto a Katja Kassin y Erik Everhard.[15]